# Mosaicoporina uniserialis
Mosaicoporina uniserialis är en mossdjursart som beskrevs av Gordon och Jean-Loup d'Hondt 1997. Mosaicoporina uniserialis ingår i släktet Mosaicoporina och familjen Porinidae. Inga underarter finns listade i Catalogue of Life.